# Chondodendron platyphyllum
Chondodendron platyphyllum är en tvåhjärtbladig växtart som beskrevs av John Miers. Chondodendron platyphyllum ingår i släktet Chondodendron och familjen Menispermaceae. Inga underarter finns listade i Catalogue of Life.